# کوزتوزا
کوزتوزا (به ایتالیایی: Custoza) یک منطقهٔ مسکونی در ایتالیا است که در سوماکامپانیا واقع شده‌است. کوزتوزا ۸۱۲ نفر جمعیت دارد و ۱۲۵ متر بالاتر از سطح دریا واقع شده‌است.